# 空を作りたくなかった
「空を作りたくなかった」（そらをつくりたくなかった）は、日本のバンド藍坊主の6枚目のシングルである。2007年5月30日発売。発売元はトイズファクトリー。

## 概要
- CD EXTRA仕様で「空を作りたくなかった」のPVを収録。

## 収録曲
1. 空を作りたくなかった(3:09)
作詞・作曲：佐々木健太
  - シングル曲の中では最も演奏時間が短い曲。歌詞の最初に出てくる「エリゴザール」と「スピューラミー」はhozzyが考えた造語である。因みに両方とも意味はない。
2. そらみるたまご(3:07)
作詞：藤森真一、作曲：佐々木健太
  - 歌詞が全てひらがなになっている。また、作詞は藤森、作曲はhozzyという初の組み合わせであり、現在でもこの組み合わせはこの曲のみである。
3. 宇宙を燃やせ(リアレンジ)(4:02)
作詞・作曲：佐々木健太
  - ヒロシゲブルーに収録されている曲の別バージョン。

## 収録アルバム

### 空を作りたくなかった
- オリジナル『フォレストーン』（2008年4月2日）

### 宇宙を燃やせ
- オリジナル『ヒロシゲブルー』（2004年5月12日）